# USS Gilbert Islands (CVE-107)
USS Gilbert Islands (CVE-107) là một tàu sân bay hộ tống lớp Commencement Bay được Hải quân Hoa Kỳ chế tạo trong Chiến tranh Thế giới thứ hai. Nó là chiếc tàu chiến duy nhất của Hải quân Mỹ được đặt theo quần đảo Gilbert ở Trung tâm Thái Bình Dương. Chỉ hoàn tất khi Thế Chiến II ở vào giai đoạn kết thúc, con tàu chỉ hoạt động trong ít lâu, nhưng tiếp tục phục vụ sau đó trong Chiến tranh Lạnh trong vai trò vận chuyển máy bay và huấn luyện. Nó được cải biến thành một tàu chuyển tiếp liên lạc, xếp lại lớp thành AGMR-1 vào ngày 1 tháng 6 năm 1963 và đổi tên thành Annapolis vào ngày 22 tháng 6 năm 1963, rồi tiếp tục phục vụ trong Chiến tranh Việt Nam cho đến khi xuất biên chế năm 1969 và bị bán để tháo dỡ năm 1979. Gilbert Islands được tặng thưởng ba Ngôi sao Chiến trận do thành tích phục vụ trong Thế Chiến II, trong khi Annapolis được tặng thưởng thêm bảy Ngôi sao Chiến trận khác trong Chiến tranh Việt Nam.

## Thiết kế và chế tạo
Với tên ban đầu là St. Andrews Bay, con tàu được đặt lườn tại xưởng tàu của hãng Todd Pacific Shipyards ở Tacoma, Washington vào ngày 29 tháng 11 năm 1943. Nó được hạ thủy vào ngày 20 tháng 7 năm 1944; được đỡ đầu bởi bà F. Edwin D. McMorries, và nhập biên chế vào ngày 5 tháng 2 năm 1945 dưới quyền chỉ huy của Hạm trưởng, Đại tá Hải quân L. K. Rice.

## Lịch sử hoạt động

### Thế Chiến II
Sau khi hoàn tất việc chạy thử máy huấn luyện, Gilbert Islands khởi hành từ San Diego vào ngày 12 tháng 4, 1945 để đi quần đảo Hawaii, nơi nó tiếp tục huấn luyện chuẩn bị. Nó khởi hành cùng một lực lượng tàu sân bay hộ tống vào ngày 2 tháng 5, và tiếp cận Okinawa vào ngày 21 tháng 5. Máy bay của nó đã không kích xuống các mục tiêu công sự, điểm tập trung quân, kho đạn dược và nhiên liệu trên đảo này từ ngày 24 đến ngày 31 tháng 5, rồi trong những ngày tiếp theo đã vô hiệu hóa các sân bay Nhật Bản. Liên đội không lực trên tàu đã bị tổn thất tổng cộng bốn phi công TBM Avenger và ba xạ thủ súng máy trong suốt cuộc chiến tại Thái Bình Dương.
Gilbert Islands rời khu vực Okinawa vào ngày 16 tháng 6 để được tiếp liệu tại vịnh San Pedro, Philippines, rồi tiếp tục hoạt động tại Balikpapan, Borneo. Nó hỗ trợ cho binh lính Australia đổ bộ để chiếm đóng nơi này vào ngày 1 tháng 7, và tiếp tục tấn công mọi mục tiêu phát hiện được trong bốn ngày tiếp theo, cho đến khi thành phố này được bình định. Nó quay trở về Leyte, Philippines vào ngày 6 tháng 7.
Gilbert Islands khởi hành từ vịnh San Pedro vào ngày 29 tháng 7 để hộ tống cho các tàu tiếp liệu phục vụ cho Đệ Tam hạm đội đang hoạt động dọc theo bờ biển chính quốc Nhật Bản. Khi Nhật Bản chấp nhận đầu hàng vào ngày 15 tháng 8, nó được tiếp liệu tại Okinawa, rồi lên đường vào ngày 14 tháng 10 cho một cuộc phô trương lực lượng nhân dịp tiếp nhận sự đầu hàng chính thức của lực lượng Nhật Bản đang chiếm đóng Đài Loan. Nó lên đường quay trở về Hoa Kỳ ngang qua Saipan và Trân Châu Cảng, về đến San Diego vào ngày 4 tháng 12. Con tàu ở lại cảng cho đến ngày 21 tháng 1, 1946, khi nó lên đường đi sang vùng bờ Đông ngang qua kênh đào Panama, đi đến Norfolk, Virginia, nơi nó được cho xuất biên chế vào ngày 21 tháng 5, 1946 và được đưa về thành phần dự bị.

### 1949 – 1955
Được kéo đến Philadelphia, Pennsylvania vào tháng 11, 1949, Gilbert Islands được cho nhập biên chế trở lại vào ngày 7 tháng 9, 1951, rồi chuyển đến Boston, Massachusetts vào ngày 25 tháng 11 để đại tu. Nó gia nhập Hạm đội Đại Tây Dương vào ngày 1 tháng 8, 1952, rồi lên đường tám ngày sau đó cùng với hàng hóa là máy bay chiến đấu phản lực để chuyên chở đến Yokohama, Nhật Bản, đến nơi vào ngày 18 tháng 9. Quay trở về cảng nhà Quonset Point, Rhode Island vào ngày 22 tháng 10, nó lên đường vào ngày 5 tháng 1, 1953 để đi đến vùng biển Caribe, và thực hành huấn luyện ngoài khơi Cuba trước khi quay trở lại vùng biển New England, nơi nó tiếp tục thực tập trong suốt mùa Hè và mùa Thu năm đó. Sau một chuyến đi đến Halifax, Nova Scotia và được đại tu tại Boston, nó khởi hành vào ngày 5 tháng 1, 1954 cho một chuyến đi sang Địa Trung Hải, và quay trở về Quonset Point vào ngày 12 tháng 3, tiếp tục hoạt động thực hành và huấn luyện dự bị.
Gilbert Islands là chiếc đầu tiên trong lớp của nó thực hiện một cú hạ cánh chạm-và-cất cánh bởi máy bay phản lực, một thử nghiệm nguy hiểm được tiến hành vào ngày 9 tháng 6, 1954. Nó lên đường đi Boston vào ngày 25 tháng 6, và được cho xuất biên chế tại đây vào ngày 15 tháng 1, 1955. Đang khi trong thành phần dự bị, nó được xếp lại lớp như một tàu vận chuyển máy bay với ký hiệu lườn mới AKV-39 vào ngày 7 tháng 5, 1959, nhưng không hoạt động trở lại, cho đến khi rút tên khỏi danh sách Đăng bạ Hải quân vào ngày tháng 6, 1961.

### USSAnnapolis(AGMR-1)
Gilbert Islands được xếp lại lớp như một tàu chuyển tiếp liên lạc với ký hiệu lườn AGMR-1 vào ngày 1 tháng 6, 1963, và đổi tên thành USS Annapolis (AGMR-1) vào ngày 22 tháng 6, 1963. Annapolis nhập biên chế trở lại vào ngày 7 tháng 3, 1964 dưới quyền chỉ huy của Hạm trưởng, Đại tá Hải quân John J. Rowan. Là con tàu chuyển tiếp thông tin liên lạc chuyên dụng đầu tiên của Hải quân, nó phải trải qua hàng loạt đợt chạy thử máy, nghiệm thu và đánh giá cho đến hết năm 1964. Vào mùa Thu, nó đảm nhiệm việc thông tin liên lạc trong các cuộc tập trận Teamwork và Steel Pike trước khi cuối cùng được nghiệm thu để hoạt động cùng hạm đội vào ngày 16 tháng 12.

### Chiến tranh Việt Nam
Annapolis đã hoạt động từ Norfolk trong nữa đầu năm 1965, rồi được điều động sang cảng nhà mới là Long Beach, California vào ngày 28 tháng 6; nó được phái sang Việt Nam vào tháng 9 để hỗ trợ cho việc thông tin liên lạc giữa các đơn vị hải quân. Vào năm 1966, bức điện vô tuyến đầu tiên được chuyển tiếp bằng vệ tinh từ căn cứ đến tàu chiến đã được thực hiện giữa Annapolis đang ở tại biển Đông và Bộ tư lệnh Hạm đội Thái Bình Dương tại Trân Châu Cảng. Ngoài những lúc viếng thăm các cảng Hong Kong, Đài Loan và Philippines để bảo trì và huấn luyện, con tàu liên tục đảm nhiệm vai trò này cho đến năm 1967, đảm bảo luồng thông tin liên lạc và chỉ huy thông suốt đến mọi đơn vị. Nó quay trở về Norfolk và được cho xuất biên chế tại đây vào ngày 20 tháng 12, 1969, và được đưa về Hạm đội Dự bị Đại Tây Dương. Nó được kéo đến Xưởng hải quân Philadelphia, nhưng tiếp tục bị bỏ không cho đến khi bị rút tên khỏi danh sách Đăng bạ Hải quân vào ngày 15 tháng 10, 1976, và bị bán để tháo dỡ vào ngày 1 tháng 11, 1979.

## Phần thưởng
Gilbert Islands được trao tặng ba Ngôi sao Chiến đấu do thành tích phục vụ trong Thế Chiến II, trong khi Annapolis được tặng thưởng bảy Ngôi sao Chiến đấu do thành tích phục vụ trong Chiến tranh Việt Nam.